# 美國航空1號班機空難
美國航空1號班機空難（American Airlines Flight 1）是美國航空一班的來回紐約市約翰·甘迺迪國際機場至洛杉磯國際機場定期航班，1962年3月1日，一架波音707起飛不久後在牙買加灣墜毀，機上95名乘客全數遇難。
美國航空1號班機空難是波音707第六致命的空難，也是當時最致命的空難 。

## 事故經過
失事飛機是一架波音707-123B，註冊編號為N7506A，於1959年2月12日交付美航。事發前，該機累計飛行時間達8,147小時，最後一次定期檢查於1962年1月18日進行（當時飛行時數7,922）。機組人員包括機長詹姆斯·T·海斯特，副機長邁克爾·巴爾納、羅伯特·J·佩科，飛航工程師羅伯特·J·凱恩，以及四名空中乘務員：雪莉·格拉波、洛伊斯·凱利、貝蒂·摩爾、羅莎琳德· 斯圖爾特。
美國東部時間早9時54分，AA1號班機被指示滑行至31L跑道，10時02分獲准在儀器飛行狀態下飛往洛杉磯。AA1於10時07分離地，隨即按美航出港程序和離港管制指示左轉至航向290度。在這一過程中，這架波音707於1600英尺的高度傾斜角度過大，超過90度，隨即開始呈現機腹朝天的姿態，機鼻下傾，機身幾乎垂直下降。
AA1號班機最終於10時08分49秒墜入牙買加灣，與地面角度78度，航向300度。在一架緊接AA1班機起飛，飛往紐約州奥尔巴尼的莫霍克航空班機上，部分乘客目睹了AA1班機墜入牙買加灣的過程。這架波音707在撞擊牙買加灣水面後爆炸，墜機地點噴出鹹淡水間歇泉和黑煙，殘骸支離破碎，燃油起火。長島居民描述他們聽到了振動近處房屋地基的爆炸聲，但地面並沒有人看到飛機墜入沼澤。而在弗洛依德班尼特机场的一些人看見了機庫上方濺起的水花，一名安保人員亦發現飛機在通過他值守的橋樑後發生翻轉。
飛機墜入牙買加灣一片被用於野生動物保護區的河流湿地。至少300名警察、消防員，以及美国海岸警卫队直升機於事發半小時內被派往墜機地點執行搜救任務，但機上沒有任何生還者。當時正是低潮期，搜救人員得以從殘骸中尋獲遇難者遺體，但僅少數遇難者的遺體完整無損。

## 原因
美國民用航空委員會（CAB）調查確定自動駕駛系統製造缺陷導致方向舵控制系統失靈，造成飛機墜毀。

## 事後
AA1這個航班號現時仍然被美國航空用於紐約至洛杉磯的航班，但機型已經改為空中巴士A321（跨大陸型），該班機此前一度由波音767-200ER執行。

## 外部連結
- 失事客機照片 （页面存档备份，存于）
- 失事客機的另一張照片 （页面存档备份，存于）
- 失事客機方向舵 （页面存档备份，存于）